# Leopoldamys milleti
Leopoldamys milleti is een knaagdier uit het geslacht Leopoldamys dat voorkomt in Vietnam. Dit dier is alleen gevonden in het Dà Lat-gebied van de Lang Bian-bergen in de provincie Lâm Đồng. Dit dier werd oorspronkelijk beschreven als een ondersoort van Rattus edwardsi (nu Leopoldamys edwardsi), maar de oorspronkelijke beschrijvers wezen er al op dat dit dier sterk verschilt van andere vormen van L. edwardsi. Toch is L. milleti tot 2005 altijd als een ondersoort gezien. In dat jaar werd de derde editie van het gezaghebbende naslagwerk Mammal Species of the World gepubliceerd, waarin L. milleti weer een aparte soort werd. L. milleti heeft een veel donkerdere vacht en grotere bullae dan L. edwardsi. De vacht lijkt sterk op die van Berylmys-soorten; een recent gevangen exemplaar van L. milleti werd in het veld zelfs misgeïdentificeerd als een exemplaar van Berylmys. Overigens is L. milleti niet het enige knaagdier dat alleen in het Lang Bian-gebergte voorkomt; ook Rattus osgoodi is er endemisch en Maxomys moi komt alleen in de directe omgeving voor.